# 一山大桥
一山大桥（：／）是一条横跨汉江的桥梁，位于韩国京畿道。桥梁两端连接金浦市和高陽市，全长1.84公里，宽28米，于2008年5月15日通车。